# Georg Schmauder
Georg Schmauder (* 29. Juli 1909 in Poxdorf; † 5. September 1982 in Erfurt) war ein deutscher Agrarwissenschaftler und Hochschullehrer.

## Leben und Wirken
Nach dem Schulabschluss studierte er Landwirtschaft, promovierte 1935 an der Universität Jena und habilitierte sich zum Dr. phil. nat. habil. Ab 1961 war er nebenamtlich als Dozent an der Landwirtschaftlichen Fakultät der Universität Jena tätig. Er wurde Leiter der Zweigstelle Jena des Instituts für Grünland- und Moorforschung der Deutschen Akademie der Landwirtschaftswissenschaften, Mitarbeiter der Sektion Landeskultur und Grünland und Mitglied der DAG. Später erhielt sein Institut in Jena die Bezeichnung Institut für Landwirtschaftliches Versuchs- und Untersuchungswesen.

## Schriften (Auswahl)
- Untersuchungen über Triebbildung und Entwicklungsverlauf der Luzerne sowie über deren Beeinflussung durch verschiedene Schnitt- und Witterungsverhältnisse. Borna-Leipzig 1935.
- Richtige Werbung des Grünfutters. Berlin 1953.
- Landwirtschaftliche Folgemassnahmen nach Meliorationen. Berlin 1953.
- Bessere Pflege und Düngung des Grünlandes in den landwirtschaftlichen Produktionsgenossenschaften. Berlin 1953.
- Aufgaben und Forderungen der Landeskultur in standörtlich stark differenzierten Landschaften. Leipzig 1957.
- Fortschrittliche Weidewirtschaft und moderne Technik. Berlin 1959.
- Wasser und Wasserregelung als leistungsbestimmende Faktoren des Grünlandes. Jena 1960.